# Стаціонарний туризм
Стаціонарний туризм — різновид туризму, пов'язаний з постійним місцем розміщення туриста на увесь період, що спрямований на задоволення рекреаційних потреб. До стаціонарних форм туризму відносяться лікувальний туризм і окремі види оздоровчо-спортивного туризму.
Інші експерти[які?] відносять до стаціонарного туризму групові або індивідуальні поїздки без активного пересування маршрутом із перебуванням в одному або двох місцях призначення (морському узбережжі, турбазі), насамперед з оздоровчими цілями або з метою відпочинку.